# الزحر (ردفان)

تعديل مصدري - تعديل

الزحر هي إحدى قرى عزلة الحبيلين بمديرية ردفان التابعة لمحافظة لحج، بلغ تعداد سكانها 134 نسمة حسب تعداد اليمن لعام 2004.